# Franco Giongo
Francesco Maria Giuseppe „Franco“ Giongo (* 7. Juli 1891 in Bologna; † 28. Dezember 1981) war ein italienischer Leichtathlet, dessen Spezialdisziplin der Sprint war.
Franco Giongo wurde in seiner Karriere elfmal italienischer Meister. Fünf Meisterschaften gewann er im 100-Meter-Lauf (1910, 1911, 1912, 1914 und 1923), zwei Meisterschaften im 200-Meter-Lauf (1914 und 1923), weitere vier Meisterschaften im 400-Meter-Lauf (1910, 1911, 1912 und 1914).
Bei den Olympischen Spielen 1912 in Stockholm trat Giongo in diesen drei Disziplinen an. Über 100 Meter erreichte er das Halbfinale, ebenso drei Tage später über 200 Meter. Im Wettbewerb über 400 Meter schied er schon in der Vorrunde aus.